# Circonscription de Richmond

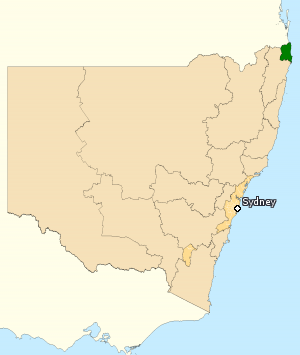
La circonscription de Richmond (en vert) au nord-est de la Nouvelle-Galles du Sud.

La circonscription de Richmond est une circonscription électorale australienne en Nouvelle-Galles du Sud. 
Elle a été créée en 1901 et fait partie des 75 premières circonscriptions électorales d'Australie. Elle est située au nord-est de l'État et bordée par le Queensland au nord et l'océan Pacifique à l'est. Elle comprend les villes de Tweed Heads, Murwillumbah et Byron Bay. Région agricole au départ, elle a été pendant longtemps une circonscription assurée pour le party Country mais son industrialisation progressive en a fait une circonscription marginale pour le parti travailliste
C'est la première circonscription à avoir connu comme député trois générations d'une même famille.

## Députés
| Nom                   | Parti             | Période de mandat |
| --------------------- | ----------------- | ----------------- |
| Thomas Ewing          | Protectionniste   | 1901–1909         |
| Thomas Ewing          | Commonwealth      | 1909–1910         |
| Walter Massy-Greene   | Commonwealth      | 1910–1916         |
| Walter Massy-Greene   | Nationaliste      | 1916–1922         |
| Roland Green          | Country           | 1922–1937         |
| Larry Anthony, senior | Country           | 1937–1957         |
| Doug Anthony          | Country, National | 1957–1984         |
| Charles Blunt         | National          | 1984–1990         |
| Neville Newell        | Travailliste      | 1990-1996         |
| Larry Anthony         | National          | 1996–2004         |
| Justine Elliot        | Travailliste      | 2004-en cours     |